# H.P. Baxxter
H.P. Baxxter (n. Hans Peter Geerdes, 16 martie 1964) este un muzician german și liderul formației tehno Scooter. El a creat trupa Scooter împreună cu prietenul său Rick J. Jordan în 1993.

## Carieră Muzicală
În 1987, Baxxter a înființat trupa Celebrate the Nun împreună cu Rick J. Jordan și sora lui Baxxter, Britt Maxime. Single-ul lor "Will You Be There", de pe albumul Meanwhile, a ajuns pe locul 2 în topul Autobahn Dance/Club Play pe 23 iunie 1990, iar single-ul "She's a Secretary"/"Strange" a ajuns pe locul 12 în același top pe 8 decembrie în acel an.
În 1993, foști membri ai trupei Celebrate the Nun s-au alăturat vărului lui Baxxter, Orion (Ferris Bueller), pentru a forma o echipă de remixuri numită The Loop, care a activat până în 1998.
În decembrie 1993, Baxxter, împreună cu Rick J. Jordan (membru al Celebrate the Nun) și vărul său Ferris Bueller (membru al The Loop), au format trupa Scooter.
Baxxter a fost membru al juriului german la Eurovision Song Contest 2009, alături de Guildo Horn, Jeanette Biedermann, Sylvia Kollek și Tobias Künzel. În 2010, a fost desemnat oficial reprezentantul Germaniei pentru Campionatul Mondial de Hochei IIHF 2010.
Baxxter a fost și unul dintre jurații versiunii germane a emisiunii X Factor, în sezonul 3.
Baxxter rămâne activ, participând inclusiv la spectacole live, precum Parookaville.

## Legături externe
- Discografia lui H.P. Baxxter pe Discogs
- H.P. Baxxter pe Internet Movie Database